# جيرالد غانثر
جيرالد غانثر (بالإنجليزية: Gerald Gunther)‏ هو فيلسوف أمريكي، ولد في 26 مايو 1927 في أوزينغن في ألمانيا، وتوفي في 30 يوليو 2002 في ستانفورد في الولايات المتحدة.